# John Savident
John Savident (Saint Peter Port, 21 gennaio 1938 – 21 febbraio 2024) è stato un attore britannico.

## Biografia
John Savident nacque sull'Isola di Guernsey il 21 gennaio 1938 e due anni più tardi fuggì con la famiglia in Inghilterra in seguito all'occupazione tedesca delle isole del Canale della Manica. Da giovane, Savident lavorò come agente di polizia, prima di lasciare l'arma per intraprendere la carriera d'attore. Molto attivo in campo teatrale, fece il suo debutto sulle scene nel 1964, nella prima produzione del dramma di Peter Shaffer La grande strage dell'impero del sole, in scena a Chichester con i giovani Anthony Hopkins e Derek Jacobi. Successivamente continuò a recitare con la compagnia del National Theatre presso l'Old Vic di Londra, apparendo in numerosi classici come Ivanov di  Čechov (1978), Santa Giovanna di George Bernard Shaw (1984) e Mandragola di Machiavelli (1984). Savident continuò a collaborare con la compagnia di Laurence Olivier anche dopo il trasferimento nell'edificio attuale, recitando in classici moderni e rinascimentali come Coriolano e La professione della signa Warren. Negli anni ottanta recitò anche nel West End londinese, diventando un membro del cast originale del musical di Andrew Lloyd Webber The Phantom of the Opera (1986) all'His Majesty's Theatre e interpretando l'Enrico IV di Shakespeare al Wyndham's Theatre (1989). Savident divenne noto soprattutto per aver interpretato Fred Elliott nella soap opera Coronation Street, un ruolo che interpretò per oltre settecento puntate tra il 1994 e il 2006.

## Vita privata
Si sposò con Rona Hopkinson nel 1968 ed ebbe due figli. Nel 2002 fu pugnalato al collo da Michael Smith, che dichiarò di aver agito in questo modo per autodifesa. I due si erano incontrati in un bar gay e l'attore aveva invitato l'altro uomo al suo appartamento.

## Filmografia parziale

### Cinema
- L'incredibile affare Kopcenko (Otley), regia di Dick Clement (1968)
- Prima che venga l'inverno (Before Winter Comes), regia di J. Lee Thompson (1969)
- I lunghi giorni delle aquile (Battle of Britain), regia di Guy Hamilton (1969)
- Waterloo, regia di Sergej Fëdorovič Bondarčuk (1970)
- La luna arrabbiata (The Raging Moon), regia di Bryan Forbes (1970)
- Arancia meccanica (A Clockwork Orange), regia di Stanley Kubrick (1971)
- Gli ultimi 10 giorni di Hitler (Hitler: The Last Ten Days), regia di Ennio De Concini (1973)
- Penny Gold, regia di Jack Cardiff (1974)
- Galileo, regia di Joseph Losey (1975)
- Tempi brutti per Scotland Yard (Trial by Combat), regia di Kevin Connor (1976)
- Gandhi, regia di Richard Attenborough (1982)
- L'avventuriera perversa (The Wicked Lady), regia di Michael Winner (1983)
- Little Dorrit, regia di Christine Edzard (1988)
- Le montagne della luna (Mountains of the Moon), regia di Bob Rafelson (1990)
- Chopin amore mio (Impromptu), regia di James Lapine (1991)
- Hudson Hawk - Il mago del furto (Hudson Hawk), regia di Michael Lehmann (1991)
- Gli sgangheroni (Brain Donors), regia di Dennis Dugan (1992)
- Quel che resta del giorno (The Remains of the Day), regia di James Ivory (1993)
- Tom & Viv - Nel bene, nel male, per sempre (Tom & Viv), regia di Brian Gilbert (1994)
- Othello, regia di Oliver Parker (1995)
- Loch Ness, regia di John Henderson (1996)

### Televisione
- Blake's 7 - serie TV, 2 episodi (1979-1981)
- Metropolitan Police (The Bill) - serie TV, 1 episodio (1984)
- In volo per un sogno (Mrs 'Arris Goes to Paris), regia di Anthony Shaw - film TV (1992)
- Coronation Street - serie TV, 989 episodi (1994-2006)
- Holby City - serie TV, 1 episodio (2012)

## Doppiatori italiani
- Enzo Tarascio in Waterloo
- Renzo Montagnani in Arancia meccanica
- Paolo Lombardi in In volo per un sogno
- Alessandro Rossi in Quel che resta del giorno